# 李小双
李 小双（り・しょうそう/Li Xiaoshuang, 1973年11月1日 - ）は、中国の元男子体操選手。仙桃市出身。中国ナショナルチームの代表選手であった体操選手の李大双は双子の兄。現在は歌手をしている。

## 略歴
1990年、地元で開催された北京アジア競技大会の個人総合で銅メダルを獲得したのが李の国際大会でのデビューであった。1992年、バルセロナ五輪で中国の団体総合銀メダルに貢献、また個人ゆかでも金メダル、個人つり輪で銅メダルを獲得した。
個人総合においては1994年広島アジア競技大会、1995年鯖江世界体操選手権で優勝したのち、1996年アトランタオリンピックではロシアのアレクセイ・ネモフとの激闘の末、僅差で金メダルを勝ち取りオリンピックにおいて同種目で中国に初めて金メダルをもたらした。李はまた、この大会で団体総合銀メダル、個人床銀メダルを獲得している。
アトランタオリンピック以後、故障でナショナルチーム代表を離れてから第一線を退き歌手に転向した。アルバム「感触」で1995年に幻影全音公司から歌手デビューを果たした。